# بالدور پریمل
بالدور پریمل (به انگلیسی: Baldur Preiml؛ ۸ ژوئیهٔ ۱۹۳۹ – ۲۷ ژانویهٔ ۲۰۲۵) اسکی‌باز پرش اهل اتریش بود.